# Bengt Björkstén
Bengt Björkstén, född 1940 i Finland, är en svensk professor och barnläkare. 

## Biografi
Björkstén blev medicine doktor vid Lunds universitet 1974 och docent 1975 vid Umeå universitet, adjungerad professor i pediatrisk immunologi i Uppsala 1981, professor i barnmedicin i Linköping och i allergiprevention vid Karolinska institutet 2001 samt gästprofessor i Örebro 2010-2014. Under åren 1992-2005 var han adjungerad professor vid universitetet i Tartu, Estland,
Läsåret 1975-1976 var han gästforskare vid University of Minnesota i Minneapolis, USA. Han var 1979-1984 anställd vid Pharmacia AB i Uppsala som chef för Biomedicinsk forskning och experimentell allergiforskning. Han var ordförande i svenska barnläkarföreningen 1990-1992 och för den nordiska barnläkarfederationen 1992-2000. 
1999-2003 var han chef för ett nystartat tvärvetenskapligt centrum för allergiforskning vid Karolinska institutet.
Björksténs forskning rörde initialt infektionsförsvar och immunfunktion hos barn men var senare inriktad på allergier och hur immunsystemet utvecklas efter födelsen i relation till miljöfaktorer och utveckling av allergisk sjukdom. Fokus var på möjligheterna att förutsäga och förebygga allergier.
Björkstén byggde från 1991 upp en forskargrupp i Estland. Detta möjliggjorde prospektiva jämförande studier med Sverige om hur immunsystemet utvecklas efter födelsen i ett land med låg, respektive hög förekomst av allergi. Han föreslog att förändringar i sammansättningen av bakteriefloran i tarmen hos små barn kunde ligga bakom den ökande förekomsten av allergier i rika industriländer. Begränsad exponering för diversitet av tarmbakterier i länder med hög hygienisk standard föreslogs leda till försenad utmognad av immunsystemet. Hypotesen har bekräftats i många undersökningar.
Björkstén är sedan 1993 medlem av styrkommittén för International Study of Asthma and Allergy in Children (ISAAC) och var under åren 1997-2007 också ledamot av exekutivkommittén. ISAAC är enligt Guinness Rekordbok världens största studie om nästan 2 miljoner barn som har involverat 306 centra i 105 länder med barn.

## Hedersbetygelser
Björkstén har erhållit många utländska utmärkelser.  Han är medicine hedersdoktor vid Tartu universitet i Estland, hedersprofessor vid Institute for Child Health i Perth, Australien, hedersledamot av barnläkarföreningen i Sydafrika, allergiföreningen i Finland, Oscar Medins pris för arbeten i pediatrik belönar värdefulla arbeten av Svensk Läkaresällskapet samt ledamot av många vetenskapliga sammanslutningar, bland andra, sedan 2003, Finska Vetenskaps-Societeten.